# ایلیا زوباکوف
ایلیا زوباکوف (اوکراینی: Ілля Дмитрович Зубков؛ زادهٔ ۲۱ آوریل ۱۹۹۸) بازیکن فوتبال اهل اوکراین است.
وی همچنین در تیم‌های ملی فوتبال Ukraine national under-17 football team، زیر ۲۰ سال اوکراین، و زیر ۲۱ سال اوکراین بازی کرده‌است.